# Força Aérea Nigeriana
A Força Aérea Nigeriana (NAF) é o ramo aéreo das Forças Armadas da Nigéria. É uma das maiores da África, que consiste em cerca de 10 000 pessoas e aeronaves, incluindo 12 Chengdu F-7s, e 11 Dassault-Dornier Alpha-Jets, helicópteros armados e aviões de transporte militar.

## História
Embora uma Força Aérea tenha sido originalmente proposta em 1958, muitos legisladores preferiram confiar no Reino Unido para a defesa aérea. Durante as operações de manutenção da paz no Congo e Tanganica, o exército nigeriano não tinha transporte aéreo próprio, e assim, em 1962, o governo começou a recrutar cadetes para treinamento de pilotos em vários países estrangeiros, com os primeiros dez sendo ensinados pela Força Aérea Egípcia.

## Fotos

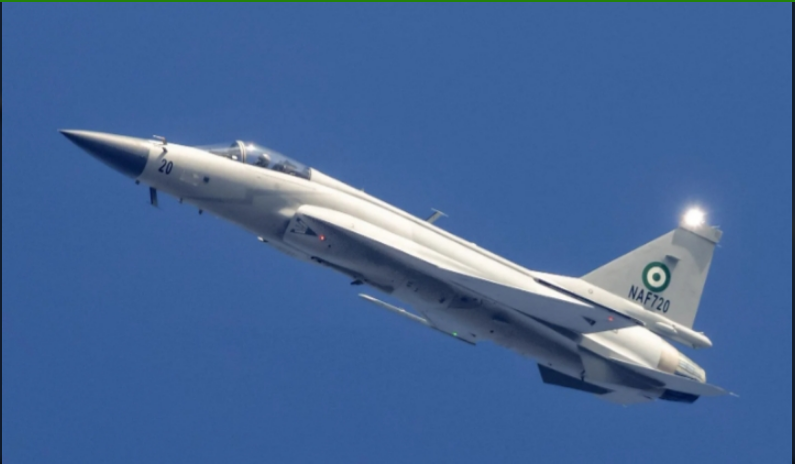
Um caça CAC/PAC JF-17 Thunder.
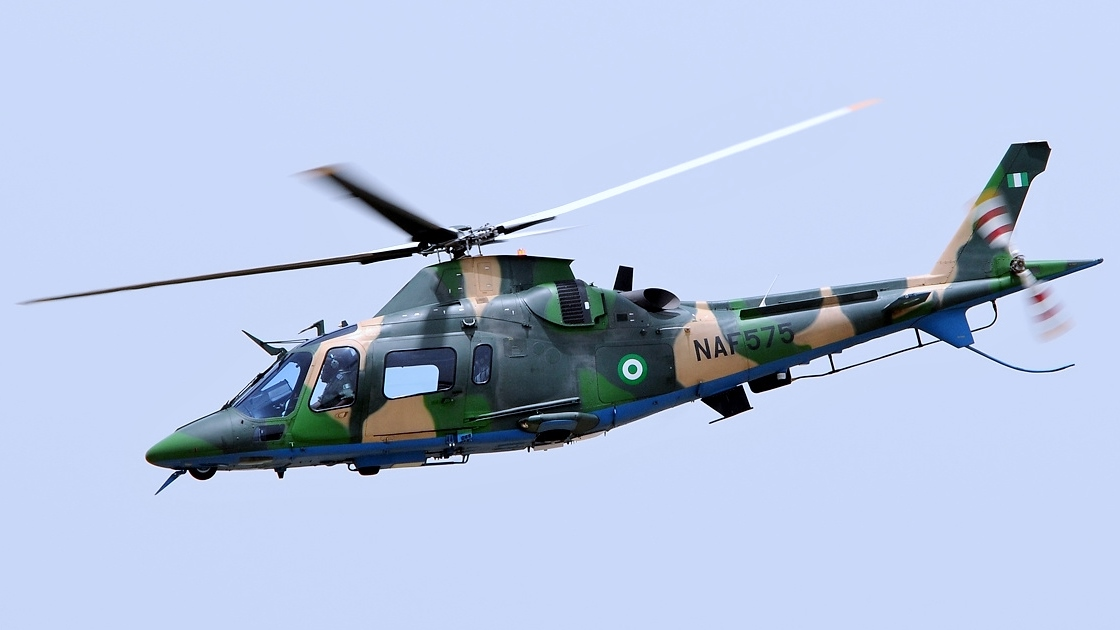
Um helicóptero AW109.
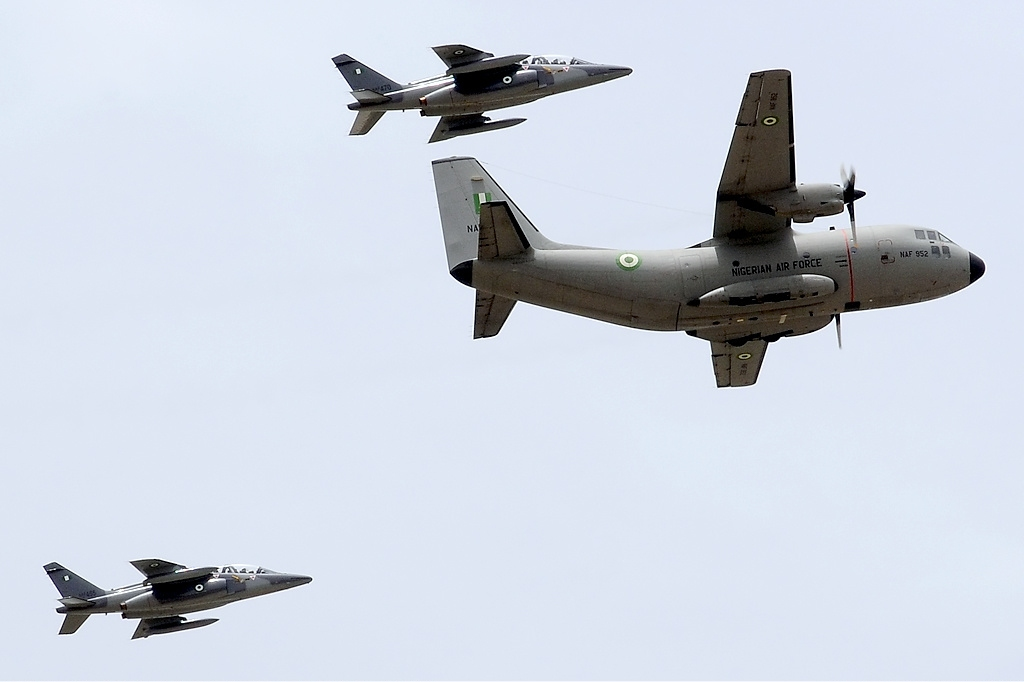
Um Aeritalia G.222 escoltado por dois caças.